# 1988 XW1
1988 XW1 är en asteroid i huvudbältet som upptäcktes den 11 december 1988 av de båda japanska astronomerna Seiji Ueda och Hiroshi Kaneda i Kushiro.
Asteroiden har en diameter på ungefär 15 kilometer och den tillhör asteroidgruppen Eos.